# Yin Yin Khine
Yin Yin Khine (* 15. Juni 1977) ist eine ehemalige myanmarische Leichtathletin, die sich auf den Sprint spezialisiert hat. Sie ist Rekordhalterin ihres Landes im 400-Meter-Lauf und wurde 2003 Asienmeisterin über 400 und 800 Meter.

## Sportliche Laufbahn
Erste Erfahrungen bei internationalen Meisterschaften sammelte Yin Yin Khine im Jahr 2003, als sie bei den Asienmeisterschaften in Manila in 52,96 s auf Anhieb die Goldmedaille im 400-Meter-Lauf gewann und siegte in 2:01,96 min auch über 800 Meter. 2005 siegte sie mit neuem Landesrekord von 52,69 s über 400 Meter bei den Südostasienspielen in Manila und gewann zudem in 2:04,11 min die Silbermedaille im 800-Meter-Lauf hinter der Vietnamesin Đỗ Thị Bông. Des Weiteren siegte sie in 3:35,68 min mit der malaysischen 4-mal-400-Meter-Staffel. 2009 sicherte sie sich bei den Südostasienspielen in Vientiane in 3:43,29 min die Silbermedaille mit der Staffel hinter dem Team aus Thailand und im Jahr darauf startete sie mit der Staffel bei den Asienspielen in Guangzhou und belegte dort in 3:55,24 min den sechsten Platz. 2011 klassierte sie sich bei den Südostasienspielen in Palembang in 57,24 s den achten Platz über 400 Meter und erreichte im Staffelbewerb in 3:45,46 min Rang vier. 2013 belegte sie bei den Südostasienspielen im heimischen Naypyidaw in 55,56 s den fünften Platz über 400 Meter und wurde in 2:12,39 min Vierte im 800-Meter-Lauf. Zudem gewann sie in 3:42,88 min die Bronzemedaille hinter den Teams aus Thailand und Vietnam. Daraufhin beendete sie ihre aktive sportliche Karriere im Alter von 36 Jahren.

## Persönliche Bestleistungen
- 400 Meter: 52,69 s, 29. November 2005 in Manila (myanmarischer Rekord)
- 800 Meter: 2:01,96 min, 23. September 2003 in Manila